# Jeremy Camp
Jeremy Thomas Camp (Lafayette, 12 gennaio 1978) è un cantautore statunitense, esponente di musica cristiana contemporanea.
Camp ha pubblicato undici album, quattro dei quali certificati RIAA come oro e due album live. La sua musica originale è un mix di ballate e canzoni up-tempo con influenze rock. Camp ha vinto cinque GMA Dove Awards, è stato nominato per tre American Music Award ed è stato nominato per un Grammy Award come "miglior album Pop/Contemporary Gospel" nel 2010 per il suo album, Speaking Louder Than Before.

## Biografia
Jeremy Camp è nato a Lafayette, nell'Indiana. Suo padre Tom, il pastore della Harvest Chapel (associato alla Calvary Chapel, Costa Mesa, California), gli insegnò a suonare la chitarra. Dopo aver completato la scuola superiore, Camp frequentò un collegio delle Assemblee di Dio nel sud della California per due anni e più tardi guadagnò un associato di teologia al Calvary Chapel Bible College. Dopo che uno dei capi di culto lo ascoltò suonare nella cucina della scuola, spinse Camp a diventare parte della squadra di adoratori. Ben presto portò il culto in tutta la California meridionale.

## Carriera
Camp ha ottenuto 32 risultati n.1 su Christian Radio in tutti i formati (Contemporary Hit Radio, Hot AC, Rock e Inspirational Charts). Il suo album, Beyond Measure, ha contribuito con sei hit back-to-back, incluso il brano Let It Fade che ha tenuto il numero 1 per 10 settimane su AC Radio. Camp ha trascorso 175 settimane in totale al numero 1 in vari formati nella sua carriera fino ad oggi. Il suo primo singolo era Understand. Ha realizzato dieci video musicali: Understand, Walk By Faith, Take You Back, Tonight, Give You Glory, Let It Fade, I Am Willing (una canzone che non era inclusa in uno dei suoi album), e Reckless. Ha anche devozione video per diverse canzoni su YouTube e GodTube. Ha anche pubblicato un DVD, In24, che racconta un normale tour in tour, e spesso tiene aggiornati i suoi fan nel suo tour con i Tour Blogs attraverso il suo canale YouTube. Live Unplugged di Franklin, TN include anche un DVD del concerto, che è stato registrato per l'album dal vivo. Ha anche ottenuto un numero musicale, "This Man", e il suo video può essere visto su YouTube. Il video è stato realizzato con delle clip del film La Passione di Cristo.
È stato anche votato come miglior artista maschile nel 2005 Reader's Choice Music Awards nella rivista Christianity Today. Camp è stato anche "Songwriter of the Year" nel 2005 e ha vinto il Dove Award per "cantante maschile dell'anno" per il secondo anno consecutivo. Nel 2005 ha registrato la canzone "Open Up Your Eyes" per la compilation Music Inspired from the Chronicles of Narnia: Il leone, la strega e il guardaroba, un album del settembre 2005 che conteneva brani originali scritti da vari artisti cristiani per il film Le cronache di Narnia: Il leone, la strega e l'armadio. Camp ha chiuso l'anno con entrambi i singoli Stay e Carried Me certificati RIAA come oro.
Camp ha conseguito il massimo dei voti al Twenty-Eighth Annual ASCAP Music Awards, vincendo il premio Songwriter of the Year (Take You Back e This Man). Take You Back gli è valso anche il premio Song of the Year. Camp ha vinto due CCM Reader's Choice Awards nel 2006, per "artista preferito" e "artista maschile preferito". Ha preso parte al premio Dove per l'album degli eventi speciali dell'anno, che è andato a Music Inspired da The Chronicles of Narnia: Il leone, la strega e l'armadio. Ha pubblicato un'edizione speciale del suo album di successo, Restored. Quattro nuove canzoni sono state incluse in Restored: The Deluxe Gold Edition e una lettera ai suoi fan.
Camp è tornato in studio per registrare Beyond Measure all'inizio del 2006 ed è stato pubblicato il 31 ottobre 2006. Camp è stato anche accreditato come produttore dell'album di sua moglie, Do not Wait , che è stato pubblicato nel settembre 2006. Tonight, il primo singolo estratto dall'album Beyond Measure, uscito a metà agosto, e alla fine ha raggiunto il numero 1 della hit radio contemporanea cristiana. È stato l'undicesimo singolo più ascoltato nelle stazioni HR nel 2007. "Give Me Jesus", il terzo singolo estratto da "Beyond Measure", è entrato nella top 5 della radio Inspirational. Il quarto singolo, "Give You Glory", ha debuttato sulla radio ebraica AJ al numero 16. Il brano musicale Let It Fade è stata la settima canzone più ascoltata dalla radio delle risorse umane nel 2007. In quell'anno ha anche pubblicato due dischi (CD e DVD) per il suo tour Live Unplugged registrato a Franklin, Tennessee.
Il brano musicale No Matter What è stata la quarta canzone più ascoltata su R&R della rivista Christian CHR chart nel 2008. L'album in studio Speaking Louder Than Before, contenente il singolo There Will Be a Day. Il 17 novembre 2009, Camp pubblicò un altro album dal vivo, intitolato Jeremy Camp Live. Questo album conteneva canzoni di tutti gli album fino ad oggi. Speaking Louder Than Before ha ricevuto la sua prima nomination ai Grammy.
L'album Beyond Measure è stato certificato come oro dalla RIAA. L'album We Cry Out è stato pubblicato il 24 agosto 2010. Camp è stato anche un giudice per la decima edizione degli Independent Music Awards a supporto della carriera degli artisti indipendenti.
Il 20 maggio 2011, Camp pubblicò il suo primo libro, I Still Believe. Il libro parla della vita di Camp, illumina la sua infanzia, la morte della sua prima moglie e dove crede che Dio lo abbia portato.
Il 13 marzo 2012, l'artista ha pubblicato una raccolta di grandi successi intitolata I Still Believe: The Number Ones Collection. L'album include 15 canzoni, così come un brano inedito intitolato "Wait".
Christmas: God With Us è stato pubblicato il 25 settembre 2012. L'album è stato prodotto da Brown Bannister.
Reckless è stato pubblicato il 12 febbraio 2013. Questo è il primo album in studio di Camp dal 2008, da quando ha pubblicato Speaking Louder Than Before. Il primo singolo estratto dall'album era la prima traccia, "Reckless". Un video ha accompagnato il singolo nel febbraio 2013. "Reckless" è stato seguito dal suo secondo singolo "My God", che ha raggiunto il numero 5 della Christian Songs Chart. Ha anche pubblicato un video acustico di "My God" nel suo canale VEVO nel 2013.
Camp ha pubblicato il suo ottavo album in studio, I Will Follow, il 3 febbraio 2015. Il singolo principale dell'album, "He Knows", è stato pubblicato a settembre 2014.
Camp ha pubblicato il suo undicesimo album in studio, The Answer, il 6 ottobre 2017. Il singolo principale dell'album, "Word of Life", è stato pubblicato a giugno 2017.
Il 17 maggio 2019 è stato pubblicato il singolo intitolato Dead Man Walking. Il 20 settembre 2019 ha pubblicato il suo dodicesimo album in studio, The Story's Not Over.

## Vita privata
Camp e la sua prima moglie, Melissa Lynn Henning-Camp (nata il 7 ottobre 1979), si sposarono il 21 ottobre 2000. Le fu diagnosticato un cancro ovarico e morì il 5 febbraio 2001, quando lui aveva 23 anni e lei 21. Alcune delle sue prime canzoni riflettono la prova emotiva della sua malattia. I Still Believe è stata la prima canzone che ha scritto dopo la sua morte. Walk by Faith è stato scritto durante la loro luna di miele.
Il 15 dicembre 2003, sposò Adrienne Liesching, ex frontwoman per The Benjamin Gate. Hanno due figlie e un figlio: Isabella "Bella" Rose Camp (nata il 25 settembre 2004), Arianne "Arie" Mae Camp (nata il 5 aprile 2006), e Egan Thomas Camp (nato il 17 agosto 2011). Nel 2009 la coppia ha annunciato che stavano aspettando un bambino, ma la gravidanza è terminata a causa di un aborto spontaneo dopo tre mesi.

## Discografia

### Album studio
- 2000 - Burden Me (indipendente)
- 2002 - Stay
- 2004 - Carried Me: The Worship Project
- 2004 - Restored
- 2006 - Beyond Measure
- 2008 - Speaking Louder Than Before
- 2010 - We Cry Out: The Worship Project
- 2012 - Christmas: God with Us
- 2013 - Reckless
- 2015 - I Will Follow
- 2017 - The Answer
- 2019 - The Story's Not Over

### Album dal vivo
- 2005 - Live Unplugged
- 2009 - Jeremy Camp Live

## Cosa mi lasci di te
Cosa mi lasci di te è un film del 2020 diretto da Andrew e Jon Erwin, e prodotto da AmazonVideo.
Il film è basato sulla vera storia del cantante Jeremy Camp e del suo incontro con la sua prima moglie, Melissa.
Nell'ottobre del 2000 il cantante Jeremy Camp sposa Melissa, pur sapendo che è affetta da un male incurabile che la porterà alla morte quattro mesi dopo. L'evento fa riflettere profondamente Camp sulla propria esistenza e, in seguito, a conoscere e sposare due anni dopo la cantante Adrienne Liesching; tutto ciò porta Camp a scrivere la canzone Credo ancora (I Still Believe), nella quale afferma – malgrado le tante avversità – di non avere perso la fede.